# Somniosus microcephalus
Lo squalo della Groenlandia (Somniosus microcephalus (Bloch e Schneider, 1801)) è un grosso squalo originario delle acque prospicienti le coste della Groenlandia e dell'Islanda, nel Nordatlantico.
Conosciuto anche con il nome di squalo artico o squalo grigio, è un grande squalo appartenente alla famiglia Somniosidae. La distribuzione di questa specie è ristretta all'oceano Atlantico e all'oceano Artico.
Imparentato molto da vicino con il lemargo del Pacifico, si spinge più a nord di qualsiasi altra specie di squalo e vive anche molto più a lungo di altri squali. È una delle più grandi specie di squalo e le sue dimensioni sono paragonabili a quelle dello squalo bianco: gli esemplari più grandi misurano 6,4 metri di lunghezza e pesano 1.000 kg ed alcuni di essi possono raggiungere anche i 7,3 metri. Insieme al lemargo del Pacifico (che può raggiungere i 7 metri) è la più grande specie della famiglia dei Somniosidi.

## Biologia
Lo squalo della Groenlandia si nutre soprattutto di pesci, ma può catturare anche mammiferi marini come le foche. Nello stomaco di alcuni esemplari sono stati ritrovati anche resti di renne. Lo squalo stesso è colonizzato da copepodi parassiti (Ommatokoita elongata) che, pur attaccando la cornea, consentono allo squalo di attrarre le prede grazie alla loro bioluminescenza. È il vertebrato più longevo conosciuto: l'esemplare più anziano finora noto si stima che sia nato nel 1505, con un margine di errore di circa 120 anni, quindi un'età compresa tra i 519 e i 399 anni. Cresce meno di 1,3 cm all'anno. Lo squalo della Groenlandia raggiunge la maturità sessuale intorno ai 150 anni.

## Lo squalo della Groenlandia come fonte alimentare
La carne dello squalo della Groenlandia è velenosa, a causa della presenza in essa di una tossina, l'ossido di trimetilammina, che, se digerita, si scinde in trimetilammina, una sostanza che provoca effetti pari a quelli di una forte ubriacatura. A causa di questa neurotossina, i cani da slitta che si sono nutriti della carne di questo squalo non riescono più a stare in piedi.
Tuttavia, se essa viene bollita cambiando spesso l'acqua o se viene seccata e messa a fermentare per alcuni mesi per produrre il cosiddetto Kæstur Hákarl, detto anche semplicemente Hákarl (o "squalo fermentato"), può essere consumata. Tradizionalmente la preparazione di quest'ultimo viene effettuata seppellendo lo squalo in terreni boreali e lasciandolo esposto a vari cicli di congelamento e scongelamento; il prodotto del processo è considerato una prelibatezza in Islanda e Groenlandia.
Simili effetti tossici sono dati anche dalle carni del lemargo del Pacifico, ma non da quelle della maggioranza degli squali, le cui carni sono spesso consumate fresche.

## Leggende inuit
- Lo squalo della Groenlandia non è ritenuto pericoloso per l'uomo, ma alcune leggende inuit parlano di squali che attaccano i kayak[10].
- Le sue carni velenose, dall'elevato contenuto di urea, sono alla base della leggenda di Skalugsuak, il primo squalo della Groenlandia[11]. Secondo tale leggenda, una vecchia donna si lavò i capelli con la propria urina e li asciugò con uno straccio; da questo straccio, gettato nell'oceano, ebbe origine Skalugsuak[12].
- Un'altra leggenda è quella di Sedna, una ragazza a cui il padre tagliò le dita mentre stava annegando. Si racconta che ogni dito reciso dette origine ad una creatura del mare, tra cui lo squalo della Groenlandia[12][13].

## Ricerca
Dal 2001 il Gruppo di Ricerca e di Educazione sullo Squalo della Groenlandia e altri Elasmobranchi (GEERG), guidato da alcuni ricercatori canadesi, sta studiando lo squalo della Groenlandia nelle acque del fiordo del Saguenay e dell'estuario del San Lorenzo. La presenza di tale specie nell'area (testimoniata da catture o spiaggiamenti) è stata ripetutamente documentata già dal 1888. Le ricerche intraprese dal GEERG comportano lo studio del comportamento dello squalo grazie all'impiego sia di sommozzatori muniti di telecamere che di apparecchiature segnaletiche acustiche e satellitari posizionate sugli squali stessi; malgrado tutti gli studi effettuati, però, questo gigante del mare rimane tuttora quasi sconosciuto.